# August Ferdinand Möbius
August Ferdinand Möbius (ur. 17 listopada 1790 w Schulpforte, zm. 26 września 1868 w Lipsku) – niemiecki matematyk i astronom. Najbardziej znany z badań kształtu, który nosi jego nazwisko – wstęgi Möbiusa – oraz jako pionier topologii.

## Życiorys
Studiował na Uniwersytecie w Lipsku, początkowo prawo, później zmienił zainteresowania na matematykę, fizykę i astronomię. Studia ukończył w 1809. W 1813 pojechał do Getyngi, gdzie studiował astronomię pod kierunkiem Gaussa. Potem studiował matematykę w Halle pod kierunkiem Pfaffa. Pracę doktorską napisał o astronomii (O okultacji gwiazd stałych, 1815), ale jego habilitacja dotyczyła równań trygonometrycznych. Od 1816 zatrudniony na Uniwersytecie w Lipsku i w Obserwatorium w Lipsku.

## Dorobek

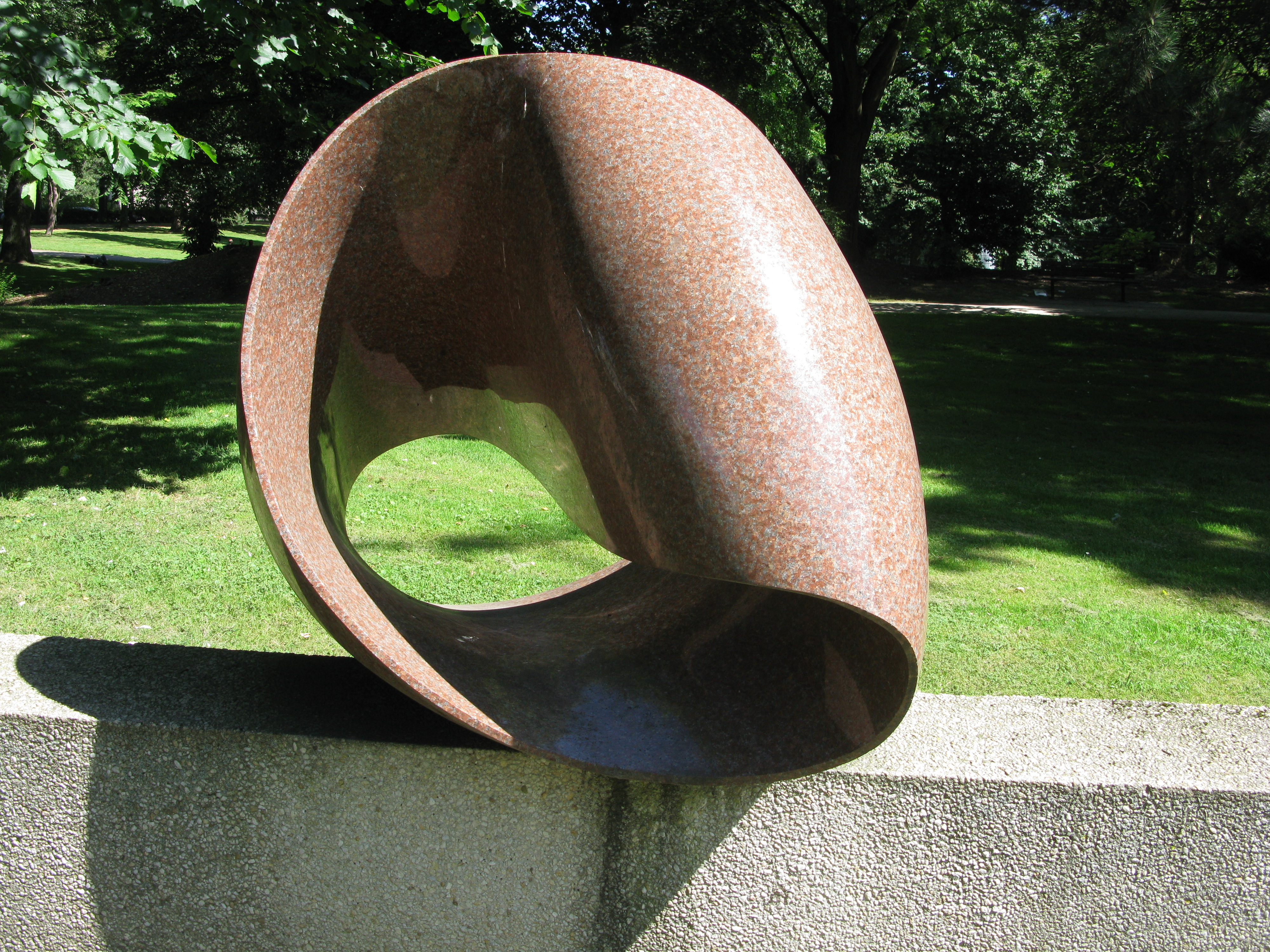
Wstęga Möbiusa wyrzeźbiona w granicie przez Maxa Billa

Jeden z twórców nowoczesnej geometrii algebraicznej, pierwszy wprowadził współrzędne jednorodne w geometrii rzutowej, podał nową klasyfikację krzywych i powierzchni oraz pojęcie przekształcenia rzutowego. Znany m.in. z odkrycia (w roku 1831) funkcji Möbiusa oraz (w roku 1858, niezależnie od Johanna Benedicta Listinga) wstęgi Möbiusa – nieorientowalnej powierzchni dwuwymiarowej, która (gdy rozważana jako zanurzona w przestrzeni trójwymiarowej) ma tylko jedną stronę.
Prace Möbiusa z dziedziny astronomii:
- De Computandis Occultationibus Fixarum per Planetas (1815)
- Die Hauptsätze der Astronomie (1836)
- Die Elemente der Mechanik des Himmels (1843).

Jego imieniem nazwano planetoidę (28516) Möbius.